# ترلکلد
ترلکلد (به انگلیسی: Threlkeld) یک روستا و محله مدنی در بریتانیا است که در منطقه ادن واقع شده‌است. ترلکلد ۴۲۳ نفر جمعیت دارد.